# Ганник
Ганник (в трудах Плутарха упоминается как Гай Канниций, в «Стратегемах» Фронтина — Канник) — гладиатор дома Лентула Батиата, был одним из лучших гладиаторов Капуи своего времени.

## Биография
По происхождению Ганник, по некоторым данным, был кельтом.
В 73 году до н. э. вместе со Спартаком, Криксом, Кастом и Эномаем стал лидером восстания рабов на юге Италии. Несмотря на первоначальный развитый военный успех, Ганник погиб вместе с Кастом и ещё 12 тысячами (по данным Тита Ливия, 35 тысячами) повстанцев в 71 году до н. э. в битве с превосходящими силами римлян под предводительством Марка Лициния Красса недалеко от Регия на Юге Италии.
Согласно описанию Секста Юлия Фронтина, Каст и Ганник сражались на правом фланге с большой отвагой, им удалось убить множество римских пехотинцев, однако вступившая в бой римская конница практически «смяла» сопротивление рабов. Одним из конников был зарублен Каст, Ганник же скрылся в гуще сражения, попытавшись «прорубиться» через толпу окруживших его легионеров на соседний фланг, но «получил тысячу ран», и был убит в неравной схватке.

## Образ в кинематографе
- «Спартак» — фильм США 1960 года, режиссёра Стэнли Кубрика, в роли Ганника Пол Ламберт
- «Спартак» — фильм США 2004 года, режиссёра Роберта Дорнхельма, в роли Ганника Пол Телфер
- «Спартак: Боги арены» — сериал США 2011 года, режиссёра Рика Джейкобсона, в роли Ганника Дастин Клер
- «Спартак: Месть» — сериал США 2012 года, режиссёров Джесси Уарна, Майкла Хёрста и Рика Джейкобсона, в роли Ганника Дастин Клер
- «Спартак: Война проклятых» — сериал США 2013 года, режиссёров Майкла Хёрста и Джесси Уарна, в роли Ганника Дастин Клер

## Образ в литературе
- В историческом романе Рафаэлло Джованьоли «Спартак» (1874) выведен под именем Граника.